# Nigeria en los Juegos Olímpicos de México 1968
Nigeria estuvo representada en los Juegos Olímpicos de México 1968 por un total de 36 deportistas que compitieron en 3 deportes.  
El equipo olímpico nigeriano no obtuvo ninguna medalla en estos Juegos.